# Qiao Yunping
Qiao Yunping (* 13. September 1968 in Qingdao) ist eine chinesische Tischtennisspielerin, die in den 1990er Jahren im Doppel Weltmeister wurde und bei den Olympischen Spielen Silber gewann.

## Werdegang
Die Linkshänderin Qiao Yunping erzielte ihre wichtigsten Erfolge vorwiegend in Doppel- und Mannschaftswettbewerben. Von 1991 bis 1997 nahm sie an allen vier Weltmeisterschaften teil. 1993 wurde sie Weltmeister im Doppel mit Liu Wei, im Mixed mit Ma Wenge erreichte sie das Halbfinale. Bei der nächsten WM 1995 gewann sie Bronze im Einzel, Silber im Doppel mit Liu Wei und Gold mit der chinesischen Mannschaft. Eine weitere Bronzemedaille holte sie WM 1997 im Damendoppel mit Wang Hui.
1994 wurde Qiao Yunping Asienmeisterin im Doppel mit Liu Wei und mit dem Team, im Einzel und im Mixed kam sie unter die letzten Vier. 1996 qualifizierte sie sich für die Teilnahme an den Olympischen Spielen, wo sie mit ihrer „Stammpartnerin“ Liu Wei die Silbermedaille im Doppel gewann.
In der ITTF-Weltrangliste belegte Qiao Yunping Ende 1997 Platz neun.

## Zeit in Deutschland
1994 wurde Qiao Yunping vom Bundesligaverein Rot-Weiß Klettham-Erding verpflichtet, mit dem sie 1997 und 1998 den ETTU Cup gewann. Hier blieb sie bis 1998, um dann ein Jahr lang in China im Shanghai Team zu spielen. 1999 schloss sie sich dem FC Langweid an und verhalf dessen Damenmannschaft zur Deutschen Meisterschaft.

## Privat
Qiao Yunping hat fünf Geschwister. Eine Schwester, Qiao Yunli, lebt in Deutschland und ist die Ehefrau des ehemaligen bayerischen Meisters Ralf Schreiner.

## Turnierergebnisse
| Verband | Veranstaltung           | Jahr | Ort        | Land | Einzel        | Doppel        | Mixed      | Team |
| ------- | ----------------------- | ---- | ---------- | ---- | ------------- | ------------- | ---------- | ---- |
| CHN     | Asienmeisterschaft ATTU | 1994 | Tianjin    | CHN  | Halbfinale    | Gold          | Halbfinale | 1    |
| CHN     | Asian Cup               | 1992 | Hong Kong  | HKG  | Viertelfinale |               |            |      |
| CHN     | Asienspiele             | 1994 | Hiroshima  | JPN  |               | Gold          |            | 1    |
| CHN     | Olympische Spiele       | 1996 | Atlanta    | USA  | keine Teiln.  | Silber        |            |      |
| CHN     | Pro Tour                | 1997 | Kalmar     | SWE  | Viertelfinale | Viertelfinale |            |      |
| CHN     | Pro Tour                | 1997 | Linz       | AUT  | Silber        | Halbfinale    |            |      |
| CHN     | Pro Tour                | 1997 | Kettering  | ENG  | Viertelfinale | Gold          |            |      |
| CHN     | Pro Tour                | 1996 | Xi’an      | CHN  | Halbfinale    | Halbfinale    |            |      |
| CHN     | Pro Tour Grand Finals   | 1997 | Hong Kong  | HKG  |               | Viertelfinale |            |      |
| CHN     | Weltmeisterschaft       | 1997 | Manchester | ENG  | Viertelfinale | Halbfinale    | letzte 32  |      |
| CHN     | Weltmeisterschaft       | 1995 | Tianjin    | CHN  | Halbfinale    | Silber        | letzte 32  | 1    |
| CHN     | Weltmeisterschaft       | 1993 | Göteborg   | SWE  | keine Teiln.  | Gold          | Halbfinale |      |
| CHN     | Weltmeisterschaft       | 1991 | Chiba City | JPN  | keine Teiln.  | keine Teiln.  | letzte 16  |      |